# ろう付け
ろう付（ろう付、ろうづけ、鑞付け、brazing）とは、接合する方法である溶着の一種。接合する部材（母材）よりも融点の低い合金（ろう）を溶かして一種の接着剤として用いる事により、母材自体を溶融させずに複数の部材を接合させることができる。ろうを溶かすための加熱手段には、可燃性ガス等を燃焼させたり、電気ヒーターを用いる。
電気機器の配線等を接合するのに利用されるはんだが有名である。これに対して、ろう付に用いる合金を硬ろうといい、金属加工の分野では銀の合金である銀ろうが多用されている。

## 沿革
ろう付の起源はきわめて古くて明確には分からないが、遺跡からの出土品から見て紀元前3000 - 2500年頃にはすでに技法が開発されていた事が分かっている。奈良の大仏を建造する際にはんだが使われており、文献上には白鑞（しろめ）と記載されている。後には、「白目」「白鉛（しろなまり）」「はくろう」などと呼ばれるようになった。

## 作業手順
一般的なろう付の作業は以下のようになる。
1. 母材の接合面に油汚れや酸化膜があるとろうのなじみが悪くなるため母材表面を洗浄する。
2. 加熱による母材表面の酸化を防ぐとともにろうの流れを促進させる為フラックスと呼ばれる薬品を接合面に塗布する。
3. 部材を組み立て加熱した後、接合部にろうを押し付けて溶かし、ろうを接合面全体に行き渡らせる。
4. ゆっくりと冷まし部品全体が一体化したら、必要に応じてフラックスの残滓を除く為や加熱によってできた酸化膜を除く目的で洗浄する。

## 代表的な硬ろう
銀ろう
銀、銅、亜鉛を主成分とする。アルミニウム、マグネシウム以外の金属のろう付けに広く使われる。カドミウム、ニッケルを添加したものもある
銅ろう・黄銅ろう
銅と亜鉛が主成分。鋼や銅のろう付に使われる
りん銅ろう
銅と5から8%のリンを主成分とする。銅管のろう付けにつかわれる。リンの還元作用によって、フラックスを必要としない。
アルミろう
金ろう